# Prunella rubida
El acentor japonés (Prunella rubida) es una especie de ave paseriforme de la familia Prunellidae. Es propio de  Asia, estando limitado a Japón y Rusia.

## Subespecies
Se reconocen las siguientes subespecies:
- Prunella rubida rubida
- Prunella rubida fervida